# Ariane 5
Аріан 5 (фр. Ariane 5) — одноразова європейська ракета-носій сімейства Аріан, призначена для виведення корисного навантаження на низьку опорну орбіту (LEO) або геоперехідну орбіту (ГПО). Проєкт підтримує Європейське космічне агентство (ESA), основний підрядник — European Astrium Space Transportation (EADS). На ринку ракету просуває компанія Arianespace. Запуски відбуваються з космодрому Куру у Французькій Гвіані. РН «Аріан 5» є основною ракетою-носієм ESA і залишиться такою принаймні надовго. Тільки за період 1995 — 2007 рр., Аріанспейс розмістила замовлення на 99 РН в EADS, було здійснено 43 запуски, з яких 39 — успішних.
Розробка «Аріан 5» зайняла 10 років, коштувала 7 млрд. USD і призначалася для заміни ракети-носія ESA «Аріан-4». Спочатку існували плани її використання для запусків пілотованого корабля Гермес, однак цей проєкт було скасовано і зараз «Аріан 5» застосовується тільки в непілотованому варіанті. Використання різних варіантів контейнерів корисного навантаження дозволяє одночасний запуск двох-трьох супутників і розміщення до восьми мікросупутників. Ракету-носій використовують для постачання Міжнародної космічної станції (МКС) за допомогою вантажних кораблів (див. ATV «Жюль Верн»).
Схожі ракети-носії: Протон-М, Ангара А5, Дельта IV, Атлас V, Великий похід 5, GSLV Mk.III, Фалькон 9, H-IIB.

## Конструкція

Схема РН «Аріан 5 ECA»

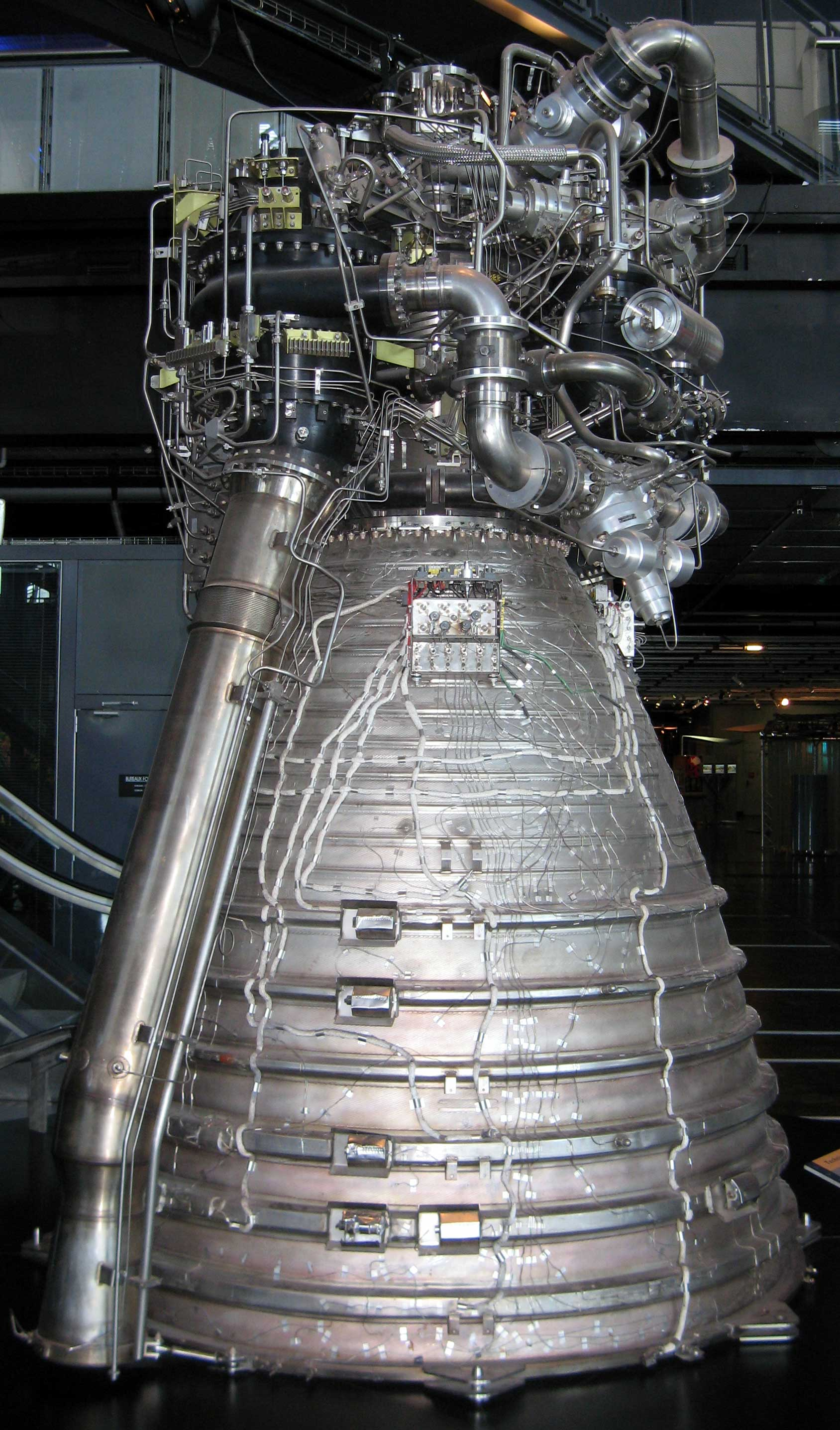
РРД Вулкан

### Кріогенна основна ступінь
Перший кріогенний ступінь «Аріан 5» називається EPC (фр. Étage Principal Cryotechnique) і складається з великого — 30.5 метрів завдовжки — баків з двома відділеннями (одне для 130 тонн рідкого кисню і одне для 25 тонн рідкого водню) і РРД Вулкан в основі, тяга якого на рівні моря становить 113.6 тс (1 114 кН). Суха маса першого ступеня становить 15 тонн. У варіанті «Аріан 5 ECA» використовують модифікований РРД Вулкан 2 з тягою 136.6 тс (1340 кН).

### Твердопаливні прискорювачі
Два твердопаливних прискорювача ARP (фр. Les Étages d'Accélérations à Poudre) приєднуються з боків і забезпечують основну тягу при старті ракети-носія. ТПП P238 (P241 у варіанті «Аріан 5 ECA») важить 277 тонн і його тяга становить 630 тс (6 470 кН). На відміну від бокових прискорювачів космічного човника, твердопаливні прискорювачі після від'єднання падають і губляться в океані, але і як у випадку з човником, в принципі можуть опускатися на парашутах у воду для їх повторного використання. Порятунок ТПП після запуску здійснювався кілька разів для післяполітних досліджень прискорювачів. Повторне використання в наш час[коли?] не передбачено. Порятунок відпрацьованого ТПП здійснювався після першого польоту варіанту РН «Аріан 5 ECA». До цього польоту остання така спроба була зроблена в 2003 році.

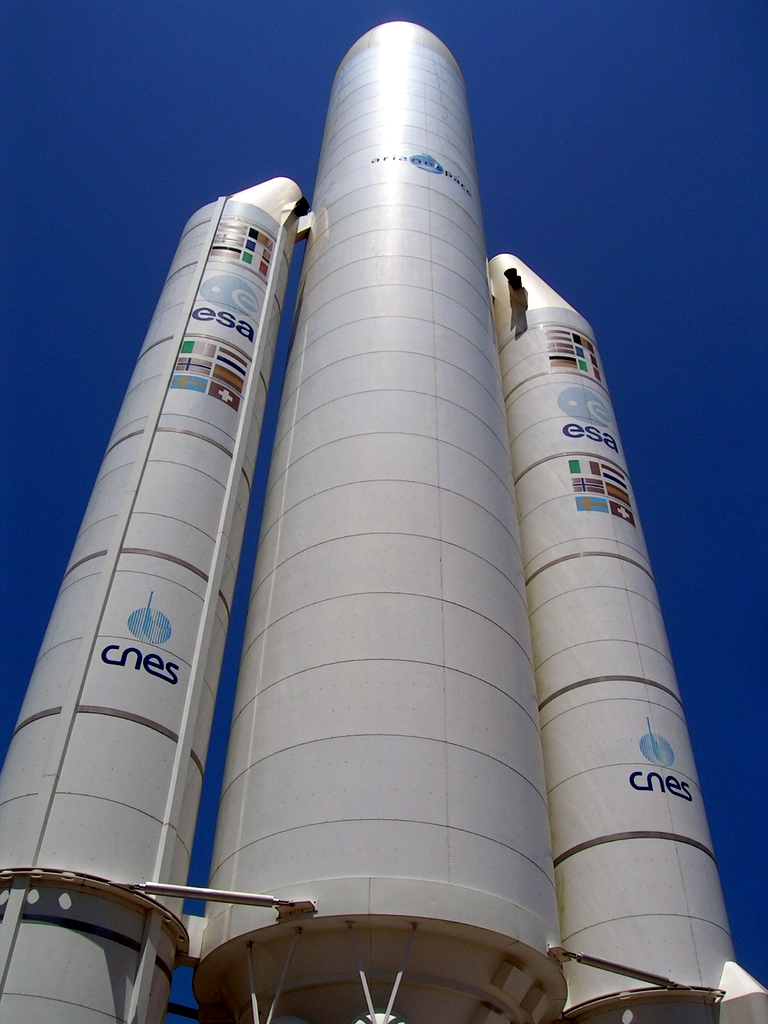

### Розгінні блоки
Другий ступінь розташовано над першим і нижче контейнера корисного навантаження. Варіант РН «Аріан 5 G» використовує EPS (фр. Étage à Propergols Stockables), в якому застосовуються компоненти палива монометилгідразину (ММГ) і N2O4, в той час як варіант РН «Аріан 5 ECA» використовує ESC (фр. Étage Supérieur Cryotechnique) з компонентами LH2/LOX.

## Модифікації та майбутній розвиток

### Варіанти ракети-носія
- Початкова версія РН «Аріан», називається 5G (англ. Generic) зі стартовою масою 737 тонн. Маса корисного навантаження, що виводиться на ГПО цим варіантом ракети-носія, була спочатку заявлена на рівні 5970 кг, але була збільшена після випробувальних польотів до 6200 кг.
- РН «Аріан 5G +» оснащено удосконаленим другим ступенем, який забезпечує виведення на ГПО 6950 кг вантажу і використовувався три рази в 2004 р.
- РН «Аріан 5GS» прийшла на заміну «5G +» у 2005 році. Має ті ж ТПП EAP, що і пізніший варіант «Аріан 5 ECA», також оснащена модифікованим двигуном першого ступеня Вулкан 1B. Вона здатна виводити на ГПО 6100 кг.
- РН «Аріан ECA» (англ. Evolution Cryotechnique type A) може вивести на ГПО два супутники загальною масою 10 000 кг і один супутник масою 10 500 кг. Цей варіант використовує двигун першого ступеня Вулкан 2 і другий ступінь ESC-A (фр. Etage Supérieur Cryogénique-A), який оснащено РРД HM7-B масою 2100 кг, загальна маса криогенного палива (LH2/LOX) становить 14 000 кг. Другий ступінь, який раніше використовували як третій ступінь РН «Аріан-4», в «Аріан ECA» з метою скорочення довжини, баки було змінено. Перероблений РРД Вулкан має довше і ефективніше сопло і ефективніший паливний цикл. Змінене співвідношення паливних компонентів потягло за собою зміни довжини баків першого ступеня. Також ТПП EAP були полегшені завдяки впровадженню нового способу зварювання. Другий ступінь ESC-A не покращує показники РН «Аріан ECA» з виведення вантажу на LEO у порівнянні з варіантом «Аріан 5G», тому цю модифікацію не використовуватимуть для виведення автоматичного транспортного корабля ATV.
- РН «Аріан ES-ATV» (англ. Evolution Storable) використовують для запуску автоматичного транспортного корабля ESA з використанням блоку другого ступеня EPS версії РН «Аріан G». Перший запуск був здійснений 4:03 GMT 9 березня 2008.

### Повторне запалювання другого ступеня
Блок EPS володіє здатністю повторного запалювання, яке демонструвалося двічі. Перший раз це було здійснено в ході польоту V26, дата старту 5 жовтня 2007 року. Повтор запалювання був здійснений чисто в цілях випробування двигуна і проводився вже після виведення на розрахункову орбіту КН. Перше робоче використання можливості повторного запалювання з метою виконання програми польоту сталося 9 березня 2008 р, коли два включення ступені були здійснені для виведення автоматичного транспортного корабля ATV (англ. Automated Transfer Vehicle) ESA на проміжну орбіту зближення з МКС.

### Відновлено розвиток РН «Аріан 5 ECB»
Планувалося, що модифікація ECB матиме верхній ступінь ESC-B, що використовує двигун Вінчі, РРД з циклом фазового переходу. Передбачалося збільшити доставляєме корисне навантаження на ГПО до 12 000 кг, але проєкт був відкладений через бюджетні скорочення.
У грудні 2005 року на конференції ESA в Берліні (Німеччина) рішення про відновлення або скасування цього проєкту прийнято не було. РРД Вінчі, який призначений для другого ступеня, все ще розробляється, хоча й меншими темпами, ніж раніше. 25-26 листопада 2008 р на раді міністрів ЕКА було досягнуто згоди щодо фінансування модернізації другого ступеня.

### Твердопаливний ступінь
Роботи по ТПП EAP тривають в рамках проєкту ракети-носія «Вега». Перший ступінь цієї ракети-носія — двигун P80 — коротша версія ТПП EAP, з корпусом з графітоепоксидного волокна, яке набагато легше сталевого корпусу. Сопло також виконано з композитів зі збільшеним коефіцієнтом розширення для поліпшення ефективності. Керування вектором тяги електромеханічне, що дозволяє зменшити вагу в порівнянні з гідравлічним керуванням.
Ці вдосконалення, ймовірно, знайдуть своє відображення в РН «Аріан 5». Інтеграція версії РН ESC-B з удосконаленнями ТПП і модифікованим РРД «Вулкан» повинні дозволити виводити 27000 кг на низьку опорну орбіту.

## Запуски Аріан-5
Починаючи з 4 червня 1996 року, було здійснено 79 запусків РН «Аріан 5» з них чотири — нештатні. Перший випробувальний політ РН відбувся 4 червня 1996 року і був невдалим. РН був підірваний на 34 секунді польоту через помилку в програмі керування, яка вважається найдорожчою комп'ютерною помилкою в історії. Конвертація даних з 64-х розрядного числа з рухомою комою у 16-ти розрядне призвела до зависання комп'ютера. Процедура мовою Ада, яка оброблювала цю виключну ситуацію, була вилучена з міркувань збереження продуктивності системи.
Другий випробувальний політ, L502 30 жовтня 1997 року був частково невдалий через проблему з управлінням сопла РРД «Вулкан». Другий ступінь відпрацював вдало, але не зміг досягти необхідної орбіти. Наступний політ 21 жовтня 1998 року був вдалим, і перший комерційний запуск був здійснений 10 грудня 1999 року — була виведена на орбіту рентгенівська обсерваторія XMM-Newton.

## Завершення місії
"У компанії Arianespace призначили на 16 червня 2023 року запуск чергової місії з використанням ракети «Аріан 5». Вона стане останньою в історії експлуатації головної європейської ракети-важковаговика", – повідомила Via Satellite. В рамках останньої місії «Аріан 5» на орбіту буде відправлено два супутники. Перший – Syracuse 4B, збудований компанією Airbus Defence and Space на замовлення французької урядової агенції оборонних закупівель і технологій DGA. Другий – Heinrich-Hertz-Mission, збудований компанією OHB на замовлення Німецького аерокосмічного центру.
Супутник Syracuse 4B, який буде запущено в рамках останньої місії ракети «Аріан 5», забезпечить захищений зв’язок для Збройних сил Франції. Супутник 4B та його сестринський супутник 4A, запущений у 2021 році, замінять супутники Syracuse 3A та Syracuse 3B, які наразі працюють на орбіті. Німецький космічний апарат Heinrich-Hertz-Mission буде використано для випробовування нових технологій супутникового зв’язку, зокрема – бортової обробки.
Остання місія ракети «Аріан 5» стане історичною віхою для компанії Arianespace. Ракета цього типу запускалася у космос загалом 116 разів. Зокрема, востаннє її було використано для виведення на орбіту європейського космічного зонда Juice, який вирушив у політ до Юпітера.
Ракета «Аріан 5» має статус беззаперечного рекордсмена за кількістю запусків протягом останніх 20 років. Під час перших двох місій, проведених із використанням цієї ракети у 1996 та 1997 році, мали місце як часткові, так і глобальні несправності. Однак, востаннє глобальна несправність систем ракети мала місце у 2002 році.
Оскільки ракету «Аріан 5» буде знято з експлуатації ще до того, як ракета «Аріан 6» буде готовою до польоту, Європа зіткнеться з дефіцитом потужностей для запуску на орбіту важких вантажів. В Європейській космічній агенції (ESA) та компанії Arianespace вже заявили, що ракета «Аріан 6» має здійснити перший політ до кінця 2023 року. Однак, остання інформація від  групи інженерів, що працюють над цим проєктом, робить цей термін малоймовірним. У звіті робочої групи йдеться про те, що складання ракети  очікується не раніше листопада 2023 року.
6 липня 2023 року, з космодрому Куру у Французькій Гвіані відбувся успішний запуск важкої ракети-носія «Аріан 5», який став останнім для цієї космічної системи. За 27 років експлуатації було виконано 117 пусків.